# Inna Suslina
Inna Jevgenjevna Suslina (Russisk: Инна Евгеньевна Суслина) (født 5. januar 1979 i Tasjkent, Usbekistan) er en russisk tidligere håndboldspiller. Hun spiller for den makedonske storklub ŽRK Vardar mellem 2012 og 2018, hvor hun stoppede. Hun har tidligere spillet på det russiske landshold. Til OL 2008 i Beijing, fik hun sammen med resten af det russiske landshold en OL sølvmedalje i håndbold.
Hun har tidligere spillet for det danske GOG Svendborg TGI fra 2004 til 2008. Her var hun med til at vinde den danske pokal i 2005.
I 2008 vandt hun EHF Champions League med Zvezda Zvenigorod.

## Resultater
- OL 2008 Beijing:  Sølv
- VM 2007 Frankrig:  Guld
- EM 2006 Sverige:  Sølv
- EM 2008 Makedonien:  Bronze